# 布日堡
布日堡（法語：Bouges-le-Château，法語發音：[buʒ lə ʃato]）是法国安德尔省的一个市镇，位于该省北部，属于沙托鲁区。

## 地理
布日堡（47°2'22"N, 1°40'24"E）面积34.77 平方千米，位于法国中央-卢瓦尔河谷大区安德尔省，该省份为法国中部省份，北起卢瓦-谢尔省，西北接安德尔-卢瓦尔省，西南接维埃纳省，南至克勒兹省和上维埃纳省，东临谢尔省。
与布日堡接壤的市镇（或旧市镇、城区）包括：博德尔、布列塔尼、丰特奈、利涅、塞丰河畔穆兰、鲁夫尔莱布瓦、勒夫鲁。

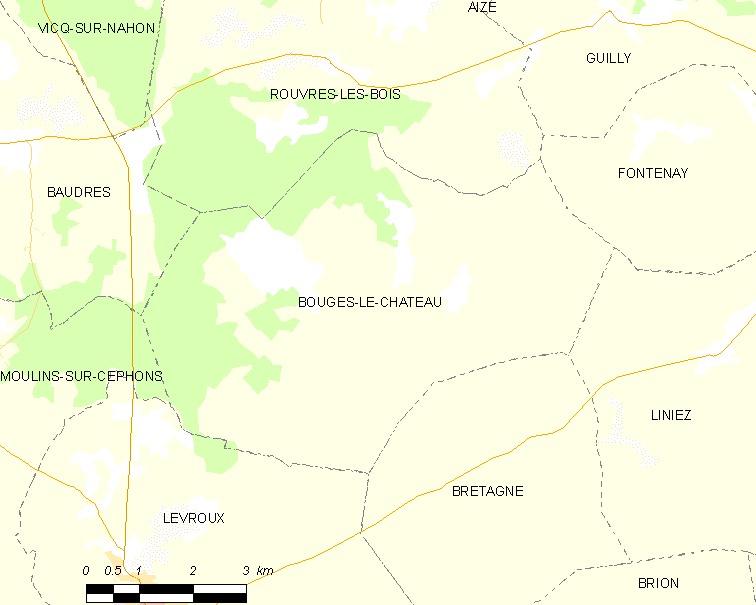
布日堡的OSM定位图

布日堡的时区为UTC+01:00、UTC+02:00（夏令时）。

## 行政
布日堡的邮政编码为36110，INSEE市镇编码为36023。

## 政治
布日堡所属的省级选区为勒夫鲁县。

## 人口

1962-2008年间布日堡人口变化图示

布日堡于2022年1月1日时的人口数量为264人。